# 瀬戸剛
瀬戸 剛（せと ごう、1945年1月3日 - 2020年7月15日）は、日本の彫刻家。本名の読みは「せと つよし」。長野県上伊那郡辰野町出身。父である瀬戸團治も彫刻家で、剛はその4男である。

## 略歴
- 1985年 - 長野市野外彫刻賞受賞
- 1987年 - 第17回日彫展西望賞受賞
- 1993年 - 第25回日展会員賞受賞[2]
- 2004年 - 第36回日展文部科学大臣賞受賞[2]
- 2007年 - 第63回日本芸術院賞受賞、社団法人日展理事就任[2]
- 2008年 - 社団法人日本彫刻会理事就任
- 2020年 - 心不全で死去[3]

## 代表作
- 「少年」（1987年作製）西望賞
- 「トルソー・・・男」（1993年作製）日展会員賞
- 「通奏低音」（2004年作製）日展文部科学大臣賞
- 「エチュード」（2006年作製）日本芸術院賞